# Малопесьяная
Малопесьяная — деревня в Варгашинском районе Курганской области. Входит в состав Варгашинского поссовета.

## История
До 1917 года входила в состав Моревской волости Курганского уезда Тобольской губернии. По данным на 1926 год деревня Песьяная 2-я состояла из 69 хозяйств. В административном отношении входила в состав Лихачëвского сельсовета Варгашинского района Курганского округа Уральской области.

## Население
| 1989 | 2002 | 2010 |
| ---- | ---- | ---- |
| 30   | ↘26  | ↘18  |

По данным переписи 1926 года в деревне проживало 286 человек (142 мужчины и 144 женщины), в том числе: русские составляли 97 % населения.